# Manicaria
Genre
Classification phylogénétique
Espèces de rang inférieur
- Manicaria saccifera Gaertn. (1791)
- Manicaria martiana Burret (1928)

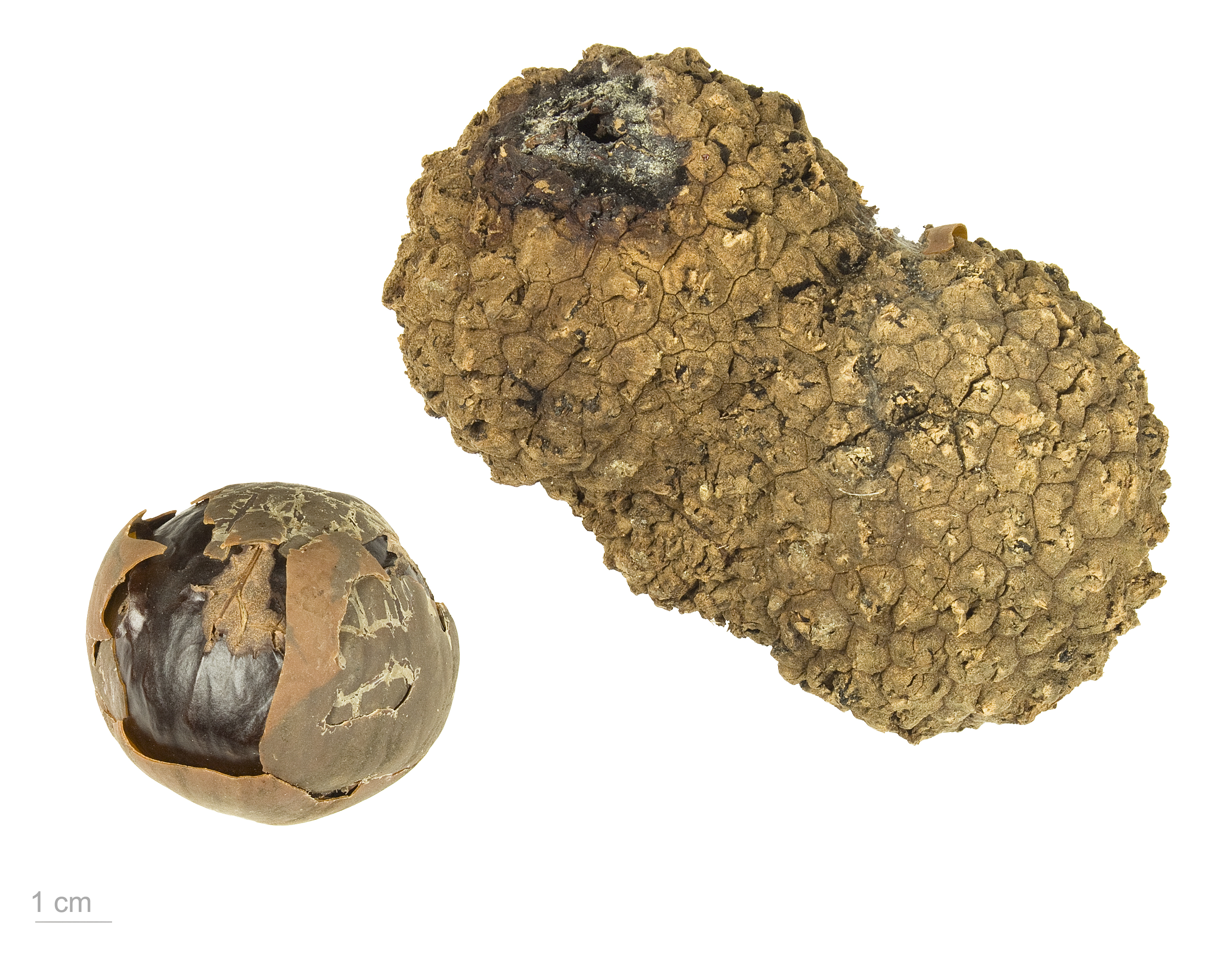
Manicaria saccifera - Muséum de Toulouse.

Manicaria est un genre de plantes de la famille des Arecaceae (Palmiers) comprenant deux espèces. On trouve le Manicaria saccifera  sur l'île de la Trinité, en Amérique centrale et en Amérique du Sud (en incluant la Guyane), et le 'Manicaria martiana du Sud-Est de la Colombie jusqu'au Nord du Brésil .

## Classification
- Famille des Arecaceae
  - Sous-famille des Arecoideae
    - Tribu des Manicarieae

Le genre Manicaria est le seul représentant de la tribu Manicarieae.

## Liens externes

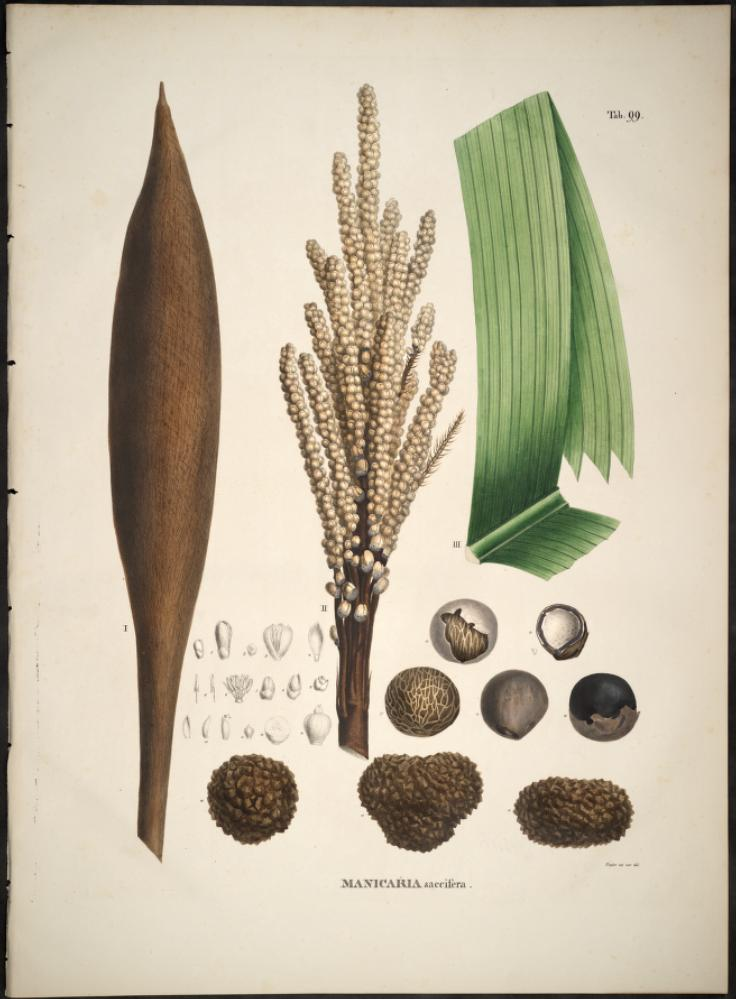
Planche botanique de Manicaria saccifera.